# Pourquoi Pas Point
Der Pourquoi Pas Point (englisch, französisch Pointe du Pourquoi-Pas?)  ist ein vereistes Kap in Ostantarktika. Es markiert die Westseite der Einfahrt zur Victor Bay an der Grenze zwischen der der Clarie-Küste im Wilkesland und dem östlich gelegenen Adélieland.
Kartiert wurde das Kap bei der von 1950 bis 1952 dauernden französischen Antarktisexpedition und 1954 nach dem 1908 erbauten Forschungsschiff Pourquoi Pas ? (deutsch Warum nicht?) des französischen Polarforschers Jean-Baptiste Charcot benannt.